# 阿部富美子
阿部 富美子（あべ ふみこ、1912年1月4日 - ）は、日本の詩人。群馬県生まれ。

## 経歴
- 渋川高等女学校（現・群馬県立渋川女子高等学校）から日本女子大学に進学し卒業
- 1951年 「青猫」同人になる
- 1963年 第1回群馬県文学賞受賞
- 1976年 「風雷」に代表作「赤城のこころ」を発表
- 1982年 芸風書院から発売された「日本現代女流詩人叢書 7」で激賞される

## 主な詩集
- 「深海魚」
- 「青春譜」
- 「幻の馬」